# Ансоатеги (щат)
Ансоа̀теги (на испански: Anzoátegui) е един от 23-те щата на южноамериканската държава Венецуела. Намира се в североизточната част на страната. Общата му площ е 43 300 км², а населението е 1 706 078 жители (по изчисления за юни 2017 г.). Основан е през 1909 г.